# Edgardo Bassi
Edgardo Bassi (Firenze, 20 febbraio 1905 – ...) è stato un calciatore e allenatore di calcio italiano, di ruolo centrocampista.

## Carriera
Giocò per Club Sportivo Firenze, Fiorentina, Santa Croce, Prato, Nissena, Le Signe e Borgo San Lorenzo.